# Managementsystem
Managementsysteme bündeln Tätigkeiten, Instrumente und Methoden der Unternehmensführung.
Aus Sicht der Normen setzt sich der Begriff aus zwei Anteilen zusammen: „Management“ besteht aus „aufeinander abgestimmten Tätigkeiten zum Führen und Steuern einer Organisation“ und kann nach Anmerkung 1 „das Festlegen von Politik, Zielen und Prozessen zum Erreichen dieser Ziele“ umfassen (ISO 9000:2015, 3.3.3).
Ein „System“ ist dabei ein „Satz zusammenhängender und sich gegenseitig beeinflussender Elemente“ (ISO 9000:2015, 3.5.1).
Ein „Managementsystem“ ist demnach ein solcher Satz Elemente einer Organisation, um Ziele zu erreichen (ISO 9000:2015, 3.5.3; ISO 14001:2015, 3.1.1). Es bündelt Tätigkeiten, Instrumente und Methoden, um das Unternehmen bezüglich konkreter Zielsetzungen eines spezifischen Arbeitsfelds (z. B. Qualität) zu führen und zu steuern.

## Allgemeines
In Organisationen gibt es vier Hauptarten von Anwendungssystemen, und zwar Dokumentensysteme, Planungssysteme, Kontrollsysteme und Managementsysteme. Letztere stellen aufeinander abgestimmte und miteinander verbundene Elemente (Aufgaben, Pflichten usw.) als System dar, um systematisch die Ziele einer formalen Organisation zu erreichen (Unternehmensziele, Staatsziele). In der Regel stellen heutige Managementsysteme ein Minimalsystem als Standard für die Unternehmensführung bereit. Einzelne Managementsysteme lassen sich einzeln, in Teilen oder in Verbindung mit anderen Managementsystemen in Unternehmen bzw. Organisationen implementieren. Die Einführung und der Aufbau von Managementsystemen obliegt zumeist der Unternehmensführung. Um die inhaltliche Wirksamkeit von Managementsystemen beurteilen zu können, bieten sich Audits an. Bei dem Wort „Managementsystem“ handelt es sich um ein Kompositum aus „Management“ und „System“ und sollte im Deutschen eher als „System der Unternehmensführung“ verstanden bzw. interpretiert werden.

## Grundlagen
Jedes funktionierende Unternehmen hat mindestens ein implizites „Managementsystem“. Sobald einzelne Steuer- und Kontroll-Mechanismen systematisiert werden oder einzelne Methoden und Prozesse etabliert, entsteht ein Managementsystem. Ein Managementsystem kann nach zahlreichen Rahmenwerken aufgebaut sein. Ein weit verbreitetes Rahmenwerk ist das Qualitätsmanagementsystem nach ISO 9001. Es ist von einem Modell wie z. B. das EFQM-Modell zu unterscheiden, da es sich einmal um ein Modell und andererseits um ein System handelt.

## Qualitätsmanagement
Das Qualitätsmanagementsystem nach ISO 9001 ist weit verbreitet. Viele Unternehmen machen die erfolgreiche Zertifizierung nach dem Regelwerk ISO 9001 zur Bedingung für Verträge mit ihren Lieferanten. Im Automobilbereich fordern viele Automobilhersteller eine Zertifizierung nach IATF 16949 von ihren Lieferanten. Diese enthält zusätzlich zu den Forderungen der ISO 9001 branchenspezifische Forderungen. Die in der deutschen Automobilindustrie ursprünglich verbreitete Norm VDA 6.1 wurde  durch die ISO/TS 16949, bzw. im Anschluss durch die IATF 16949 abgelöst. Im Bereich der Aus- und Weiterbildung kommt die ISO 29990 zur Anwendung.

## Umweltmanagement
Umweltmanagementsystem nach ISO 14000 ff., EMAS etc.

## Arbeitssicherheit
Sicherheits-, Gesundheits-, Arbeitsschutzmanagement nach ISO 45001, OHRIS, SCC etc.

## Weitere Managementsysteme
Alle wichtigen Aspekte des Managements sind heute in einem „Managementsystem“ und einer entsprechenden Norm abgebildet: Performance Management und Performance-Measurement-System, Risikomanagement, Sicherheitsmanagement (z. B. Seveso-II-Richtlinie, INSAG-13, Richtlinie 2004/49/EG), Finanzmanagement (Basel II), Nachhaltigkeitsmanagement, Energiemanagement, Kundenmanagement, Personalmanagement, Lieferantenmanagement, Informationsmanagement, Wissensmanagement, Innovationsmanagement, Baumanagement, Mess-Management-Systeme (ISO 10012) etc.

## Integrierte Managementsysteme
Managementsysteme sind wirksame Instrumente, auf die Unternehmen im Rahmen ihrer betrieblichen Organisation zurückgreifen können. Um der Vielfalt an Anforderungen gerecht zu werden, können mehrere Managementsysteme gleichzeitig erforderlich sein. Dadurch steigt allerdings die Gefahr, dass durch parallele Regelungen, unklare Verantwortlichkeiten, umfangreiche Dokumentationen, Doppelarbeiten, widersprüchliche Lösungsansätze hohe Informationsverluste verursacht werden. Die Ineffizienz und der höhere Kostenaufwand voneinander isolierter Teilmanagementsysteme gefährden den kontinuierlichen Verbesserungsprozess und letztendlich die Wirksamkeit des Gesamtsystems.
Das integrierte Managementsystem (IMS) löst diese Probleme und verbindet mehrere der oben genannten themenspezifischen zu einem umfassenden Managementsystem, das alle Aspekte und Aufgaben der einzelnen Managementsysteme abdeckt.
Zwischen den themenspezifischen Managementsystemen bestehen zahlreiche Überschneidungen. Diese können zur Vernetzung der Teilsysteme und zum Aufbau eines integrierten Managementsystems genutzt werden. Eine Verknüpfung der Teilsysteme minimiert die Konflikte im Management, sorgt für eine abgestimmte Zielsetzung und liefert eindeutige, möglichst quantifizierbare Vorgaben. Besonders für kleine und mittlere Unternehmen sind schlanke Organisationsstrukturen ein wichtiger Erfolgsfaktor. Um integrierte Managementsysteme leichter aufbauen bzw. implementieren zu können, wurde von der Internationalen Organisation für Normung „ISO“ damit begonnen, eine einheitliche Struktur (Annex SL) für alle neuen und überarbeitete Managementsysteme wie z. B. die ISO 9001:2015 oder die ISO 14001:2015 zu übernehmen. Bezogen auf den praktischen Nutzen lassen sich folgende Vorteile eines integrierten Managementsystems zusammenfassen:
- Nutzung von Synergieeffekten (z. B. einheitliche Verfahren und Instrumente),
- Reduzierung von Verwaltungsaufwand durch gemeinsame Dokumentation der Einzelsysteme,
- Identifizierung und Optimierung von Schnittstellen,
- Steigerung der Effizienz durch Vermeidung von Doppelarbeiten,
- Vereinfachung komplexer Prozess- und Organisationsstrukturen,
- Aufdeckung widersprüchlicher Anforderungen und möglicher Zielkonflikte,
- Einsparung von Kosten und Zeit,
- Erhöhung der Akzeptanz bei den Mitarbeitern.

Entscheidend für die Umsetzung ist die integrative ganzheitliche Haltung und Praxis der Unternehmensführung (oberste Leitung) und die Abbildung in der mittleren Führungsebene. Stolpersteine sind oft die in den einzelnen Normen vorgeschriebenen einzelnen „Beauftragten für (Qualität, Hygiene, Datenschutz, Arbeitssicherheit, Umweltschutz, Energiemanagement usw.)“, die bisweilen mehr damit beschäftigt sind, sich gegeneinander abzugrenzen, statt zu kooperieren.